# Tenth United States Army
La Tenth United States Army (10ª Armata dell'esercito degli Stati Uniti)  fu l'ultima armata creata nel Teatro di operazioni del Pacifico durante la Seconda Guerra Mondiale. Era comandata dal Tenente generale Simon Bolivar Buckner Jr. fino a quando non fu ucciso dal fuoco d'artiglieria giapponese sull'isola di Okinawa il 18 giugno 1945. Il Maggior generale Roy Geiger, del Corpo dei Marines, ne assunse il comando, rendendolo l'unico generale dei Marines ad aver mai comandato un'armata, fino a quando non fu sostituito dal Generale Joseph Stilwell il 23 giugno.
Durante la Battaglia di Okinawa, la Tenth Army era costituita dal XXIV Corpo dell'esercito e dal III Corpo Anfibio del Corpo dei Marines. Fu l'unica ad avere al proprio comando la forza aerea tattica, costituita con unità provenienti sia dall'esercito che dai marines. Le unità assegnatele furono la 1ª, 2ª e 6ª Divisione Marine e la 7ª, 27ª, 77ª e la 96ª Divisione Fanteria dell'esercito.
All'inizio della battaglia l'armata poteva contare su 182 821 uomini così divisi: 102 000 dell'esercito (di questi più di 38 000 facevano parte di artiglieria non-divisionale, forze di supporto, truppe del quartier generale ed altre 9 000 truppe di servizio), più di 88 000 Marines e 18 000 della marina (per la maggior parte genieri (Seabees) e personale medico).
Okinawa fu l'unica campagna alla quale la Tenth Army prese parte durante la Seconda Guerra Mondiale. Avrebbe dovuto partecipare alla Operazione Coronet, la seconda fase dell'invasione del Giappone, ma le bombe atomiche sganciate su Hiroshima and Nagasaki, e la successiva resa giapponese, non la resero necessaria e venne cosi disattivata. Dopo la guerra sembrava che essa non sarebbe più stata utilizzata per i combattimenti, ma tutto questo cambiò nel 1950 a seguito dello scoppio della guerra in Corea erano necessari molti rinforzi per poter difendere Pusan e così la Tenth Army fu riattivata e dopo fu inviata sul campo dove prese parte a molti combattimenti (rispetto alla seconda guerra mondiale) e compì grandi gesta che la fecero diventare famosa ed eliminando i brutti ricordi della seconda guerra mondiale alla fine dopo il conflitto venne definitivamente disattivata nel 1953.